# Natalia Gordienko
Natalia Gordienko (ukrainien : Наталія Гордієнко ; russe : Наталья Гордиенко), née le 11 décembre 1987 à Chișinău en Moldavie, est une chanteuse et une danseuse moldave. Aux côtés d'Arsenium et de Connect-R, elle a représenté la Moldavie au Concours Eurovision de la chanson 2006.
Elle devait représenter la Moldavie une seconde fois lors du Concours Eurovision de la chanson 2020, à Rotterdam aux Pays-Bas, avec sa chanson Prison. L'édition étant annulée à cause de la pandémie de COVID-19. 
Elle représente la Moldavie lors du Concours Eurovision de la chanson 2021, avec la chanson Sugar.